# Salma Eltayeb
Salma Eltayeb (arabisch سلمى الطيب, DMG Salmā aṭ-Ṭayyib; * 24. März 2004 in Kairo) ist eine ägyptische Squashspielerin.

## Karriere
Salma Eltayeb spielte erstmals 2019 und seit 2021 regelmäßig auf der PSA World Tour und gewann auf dieser bislang zwei Titel. Der erste Titelgewinn gelang ihr in der Saison 2021/22 im Oktober 2021 in Islamabad. Ihre beste Platzierung in der Weltrangliste erreichte sie mit Rang 37 am 20. Mai 2024. Bei den Juniorinnen war ihr größter Erfolg der Einzug ins Finale der Weltmeisterschaft 2022. In diesem unterlag sie Amina Orfi nach 2:0-Satzführung in fünf Sätzen.

## Erfolge
- Gewonnene PSA-Titel: 2